# Onymacris unguicularis

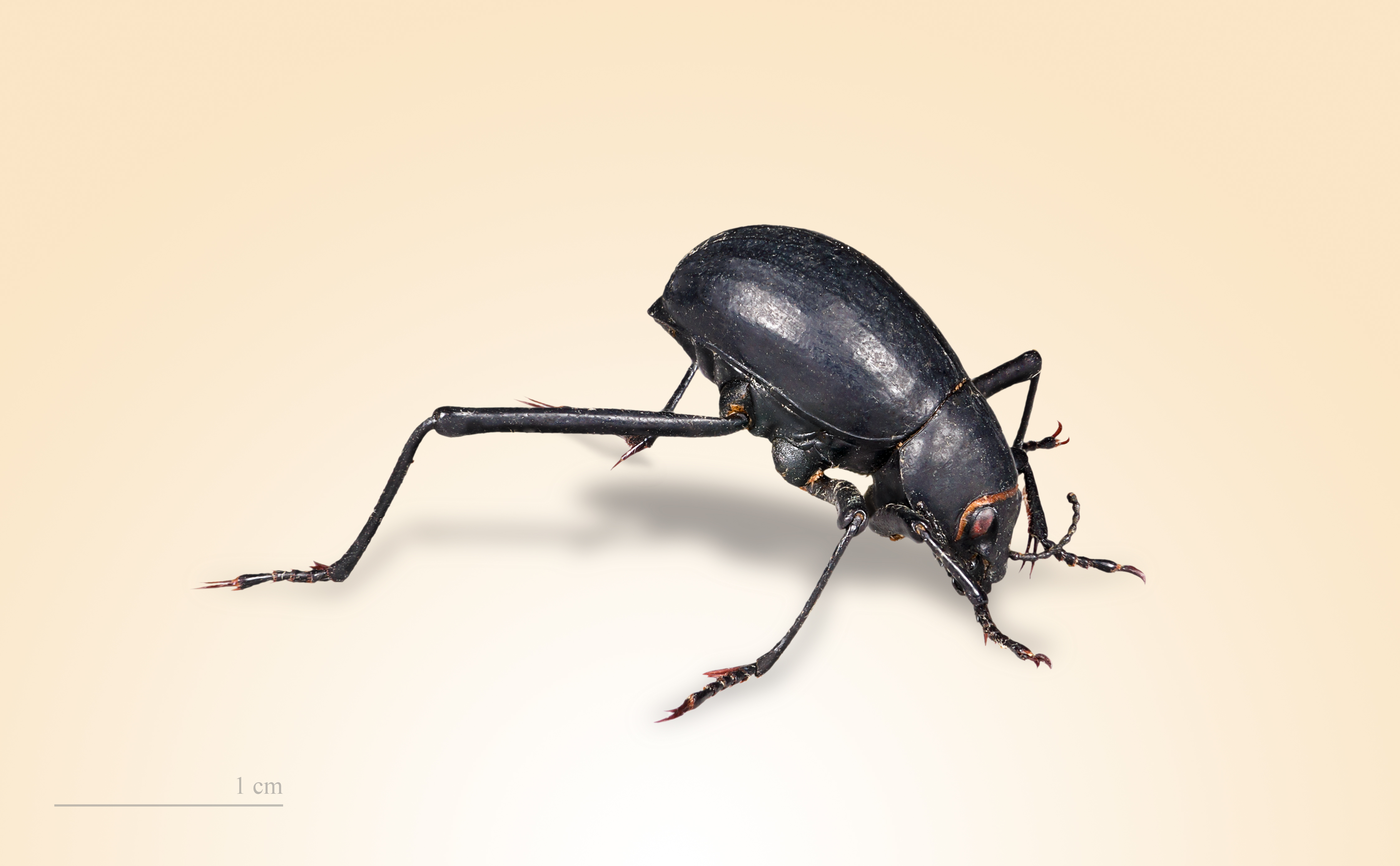
Onymacris unguicularis

Onymacris unguicularis — жук родини чорнотілок (Tenebrionidae), ендемічний для пустелі Наміб. Ці жуки відомі своєю здатністю отримувати вологу з туману, який конденсується на їх тілі.

## Морфологія
Тіло Onymacris unguicularis чорного кольору приблизно 2 см завдовжки. Він має помітно довші за інших жуків ноги, що дозволяє йому тримати тіло на більшій відстані від розжареного піску і бігати піщаними дюнами зі значною швидкістю. Його надкрила мають крихітні виступи, посередині заглиблені в формі жолоба.

## Спосіб життя
З усіх видів роду Onymacris тільки Onymacris unguicularis здатен добувати вологу з туману, який вітер несе вранці з моря вглиб пустелі. Для цього він вибирається на гребінь високої дюни, здіймає черевце догори назустріч вітру і опускає голову долу. В такому положенні, практично стоячи на голові, він очікує, поки туман конденсується на виступах його надкрил і стікає центральним жолобом уздовж спини просто до рота. Отримана таким чином волога становить до 40 % ваги тіла.
Такий спосіб добування вологи обмежує ареал виду дюнами західної, прибережної частини пустелі, які щоранку окутуються туманом.
Протягом дня жук бігає піском у пошуках їжі, яку становлять рештки рослинних і тваринних тканин, що їх приносить вітром з глибини континенту, чи заривається у пісок, щоб уберегтися від денної спеки. На ніч він також заривається у пісок, цього разу щоб уникнути нічної прохолоди.
Різні види роду Onymacris (який є ендемічними для пустелі Наміб), населяють різні пустельні екосистеми:
- Onymacris unguicularis живе на гребенях високих дюн, де його спосіб добування вологи найефективніший.
- Onymacris rugatipennis живе на пласких ділянках між піщаними дюнами біля їх підніжжя.
- Onymacris laeviceps населяє рослинність, яка зустрічається біля підніжжя дюн.
- Білий пустельний жук Onymacris plana також живе біля підніжжя дюн і зустрічається переважно на рослинах нара.

## Поширення
Зустрічається в пустелі Наміб, в районах томанностей.